# Lobothelphusa
Lobothelphusa is een geslacht van kreeftachtigen uit de klasse van de Malacostraca (hogere kreeftachtigen).

## Soorten
- Lobothelphusa barbouri (Rathbun, 1910)
- Lobothelphusa calva (Alcock, 1909)
- Lobothelphusa crenulifera (Wood-Mason, 1875)
- Lobothelphusa floccosa (Alcock, 1910)
- Lobothelphusa woodmasoni (Rathbun, 1905)